# 徐耀
徐 耀（じょ よう、Xu Yao、? - 1855年）は、清末の小刀会の反乱の指導者の一人。
江蘇省太倉州嘉定県出身。1852年より南翔鎮で「羅漢党」を組織した。羅漢党は上海の小刀会の傘下に入り、また青浦で抗糧運動を行っていた周立春とも連携し、勢力を拡大していった。1853年に周立春とともに嘉定城を占領し、上海の占領に成功した小刀会から「常勝将軍」の称号を与えられた。しかし嘉定城は清軍に奪回されて周立春は戦死したため、周立春の娘の周秀英とともに撤退し、上海に逃れた。その後潘起亮とともに再び嘉定の攻略を目指したが失敗し、上海で戦闘を継続した。1855年、上海は清軍の総攻撃を受け、徐耀は戦闘中に嘉定知県呉煦の軍勢に捕らえられ、処刑された。